# Stephen Chbosky
Stephen Chbosky(/ˈʃbɔːski/ (født 25. januar 1970) er en amerikansk forfatter og filminstruktør, der bedst er kendt for sin New York Times-bestsellerroman The Perks of Being a Wallflower og for at have instrueret filmen baseret derpå.

## Tidligt liv
Stephen Chbosky er født i Pittsburgh, Pennsylvania og opvokset i forstaden Upper St. Clair, Pennsylvania. Han er søn af Lea (født Mayer) og Fred G. Chbosky, desuden har han en søster der hedder Stacey. Chbosky er katolik. En stor inspirationskilde for Chbosky er J.D Sallingers roman The Catcher in the Rye desuden var han også inspireret af F. Scott Fitzgerald og Tennessee Williams skrivemåder. Chbosky dimitterede fra  Upper St. Clair High School i 1988, hvor han mødte Stewart Stern der blev "en god ven og mentor" og han kom til at have stor indflydelse på Chboskys karriere.

## Karriere

### 1992
I 1992 dimitterede Chbosky fra University of Southern California hvor han deltog i et manuskriptforfatter-studie. 

### 1995
Han skrev, instruerede og spillede med i The Four Corners of Nowhere fra 1995 hvor Chbosky fik sin første agent, blev accepteret af Sundance Film Festival og filmen var en af de første der blev vist på Sundance Channel.

### 1999
Chbosky har sagt at han i sin skoletid skrev en meget anderledes bog hvor hovedpersonen siger "I guess that’s just one of the perks of being a wallflower." hvor han stoppede op og vidste at i den sætning var den person han virkelig ledte efter. Han stoppede med at skrive den bog og fem år efter skrev han The Perks of Being a Wallflower, hvor man følger en anderledes, følelsesladet og intellektuel dreng der i romanen bruger aliaset Charlie og han fortæller om sit første år i high school. På nogle måder kan man se bogen som en semi-selvbiografi; Chbosky har sagt at kan relatere til Charlies tanker og følelser omkring verdenen men han siger også at hans high school-år var anderledes end Charlies på mange måder.
The Perks of Being a Wallflower blev straks et stort hit hos teenagere og i år 2000 var den MTV Book's best-selling title
I 2007 var bogen blevet solgt i over 700.000 eksemplarer. I 2013 er over 2.000.000 eksemplarer. Romanen er oversat til over 31 forskellige sprog og har i 2013 været på New York Times Bestseller liste i over et år.

### 2011
Stephen Chbosky skrev og instruerede og så filmen The Perks of Being a Wallflower der er baseret på romanen i 2011. Filmen blev udgivet  i 2012. I hovedrollerne var Logan Lerman, Emma Watson og Ezra Miller.